# 安妮·白里安
安妮·白里安（法語：Anne Briand，1968年6月2日—），法国女子冬季两项运动员。她曾代表法国参加1992年和1994年冬季奥林匹克运动会冬季两项比赛，获得一枚金牌、一枚银牌和一枚铜牌。